# Suuremõisa (Vormsi)
Suuremõisa (Duits: Magnushof; Zweeds: Magnushof of kortweg Hovet, Storhoe in het Estland-Zweeds) is een plaats in de Estlandse gemeente Vormsi, provincie Läänemaa. De plaats heeft de status van dorp (Estisch: küla).
Suuremõisa ligt aan de zuidwestkust van het eiland Vormsi. Ten oosten van de plaats ligt het meer Prästvike (40,6 ha).

## Bevolking
Het dorp had 19 inwoners op 31 december 2011 en 32 inwoners op 31 december 2021.

## Geschiedenis
Op de plaats van Suuremõisa lag in de 16e eeuw het dorp Bussby. Het was het grootste dorp op het eiland. In 1604 gaf de Zweedse koning het dorp en een groot deel van het eiland als Hoflage, een niet-zelfstandig landgoed, aan Magnus Brümmer. Kort daarop werd het een zelfstandig landgoed. Het heette eerst Hof Bussby en vanaf 1625 Magnushof. Tussen 1620 en 1630 kwam het landgoed in handen van de familie De la Gardie, die ook de dichtstbij gelegen stad Haapsalu bezat. De Estische naam Suuremõisa is een vertaling van Magnushof.
In 1691 kwam Magnushof in handen van de Zweedse staat. Met de Vrede van Nystad van 1721 ging het landgoed over in het bezit van het Keizerrijk Rusland. In 1748 kocht de Duits-Baltische familie von Stackelberg het landgoed. Tussen 1750 en 1753 kochten de von Stackelbergs ook Söderby, het enige andere landgoed op het eiland Vormsi, en voegden het bij Magnushof, dat nu het hele eiland besloeg. Tot 1889 bleef het landgoed in handen van de familie von Stackelberg. In dat jaar werd het opgekocht door de Russische staat.
In de 19e eeuw lieten de von Stackelbergs een landhuis van twee verdiepingen en een ronde toren boven de hoofdingang bouwen. In 1894 vestigde de Russische staat een sanatorium voor meisjes in het gebouw. Na de Estische Onafhankelijkheidsoorlog (1918-1920) bleef het gebouw leegstaan en raakte het in verval. In de jaren dertig werd het afgebroken. Er zijn nog wat restanten over. Dat geldt ook voor de bijgebouwen. Alleen de wodkastokerij en een deel van een stal zijn nog intact, maar wel herbouwd.
Pas in 1977 kreeg Suuremõisa, de nederzetting op het voormalige landgoed, officieel de status van dorp. Behalve Bussby zijn ook de vroegere dorpen Kärret en Tompo in Suuremõisa opgegaan.